# 15 Dywizja Piechoty (LWP)
15 Dywizja Piechoty – związek taktyczny ludowego Wojska Polskiego.

## Formowanie i zmiany organizacyjne
Dywizja powstała  na bazie 8 i 9 zapasowego pułku piechoty, na podstawie rozkazu organizacyjnego naczelnego dowódcy WP z 3 czerwca 1945. Zorganizowano ją jeszcze według etatu wojennego. Jej sztab stacjonował w Olsztynie. W jej skład weszły m.in. 50., 53. i 54. pułk piechoty, 55 pułk artylerii, 19 samodzielny dywizjon artylerii przeciwpancernej, 46 samodzielny batalion saperów, 27 samodzielny batalion łączności oraz 20 samodzielny batalion sanitarny. Aby ułatwić prace organizacyjne, na czas formowania wszystkie jednostki dywizji rozlokowano w Olsztynie.
Dywizja wchodziła w skład Okręgu Wojskowego Warszawa, zaś w latach 1951–1953 8 Korpusu. 
W 1951 przeniesiono dywizję na etaty dywizji piechoty typu B „konna mała”.
Miejsce pułku artylerii pancernej zajął ciężki pułk czołgów i artylerii pancernej, a miejsce batalionu rozpoznawczego – kampania rozpoznawcza. 

W batalionach piechoty zmotoryzowanej pułku zmechanizowanego w miejsce kompanii ckm wprowadzono baterię artylerii przeciwpancernej z plutonem armat i dwoma plutonami ciężkich granatników; dodatkowym pododdziałem batalionu była bateria artylerii przeciwlotniczej; w kompaniach piechoty zmotoryzowanej, oprócz dwóch plutonów piechoty, wprowadzono pluton ckm. Pułkowa kompania czołgów średnich została tu zastąpiona kompanią czołgów i artylerii pancernej. W składzie pułku czołgów średnich znajdowały się: dwa bataliony czołgów po dwie kompanie w każdym, oraz plutony: piechoty zmotoryzowanej, artylerii przeciwlotniczej, saperów i transportowo-gospodarczy.
W 1955 dywizję przeformowano na 15 Dywizję Zmechanizowaną., która później otrzymała imię "Gwardii Ludowej".

## Żołnierze dywizji
Dowódcy dywizji 
- płk Maksymilian Nakonieczny  czerwiec 1945 – październik 1945
- płk/gen. bryg. Konstanty Kontrym  – do czerwca 1947
- płk Józef Kuropieska –  do października 1947
- płk Roman Garbowski  – do 1949
- ppłk/płk Józef Kamiński – do 1951
- płk Józef Sobiesiak – (13 lipca 1951 – 16 kwietnia 1952)
- płk Włodzimierz Kopijkowski

Szefowie sztabu dywizji
- ppłk Włodzimierz Ławrientiew – czerwiec 1945[6]

Oficerowie sztabu dywizji
- ks. ppłk Jan Kroczek – proboszcz dywizji (od 15 grudnia 1947)[7]
- Henryk Antoszkiewicz

Zastępcy dowódcy ds. polityczno-wychowawczych
- kpt Mieczysław Harley – czerwiec 1945[6]

## Struktura organizacyjna
W 1948 jednostki dywizji rozmieszczone były w następujących garnizonach:
| Nazwa jednostki                                              | Miejsce stacjonowania |
| ------------------------------------------------------------ | --------------------- |
| Dowództwo 15 DP                                              | Olsztyn               |
| 50 pułk piechoty                                             | Olsztyn               |
| 53 pułk piechoty                                             | Ostróda               |
| 54 pułk piechoty                                             | Mrągowo               |
| 55 pułk artylerii lekkiej                                    | Morąg                 |
| 19 dywizjon artylerii przeciwpancernej                       | Olsztyn               |
| 46 batalion saperów                                          | Olsztyn               |
| 27 samodzielny batalion łączności                            | Olsztyn               |
| 20 samodzielny batalion sanitarny                            | Olsztyn               |
| 15 samodzielna kompania wywiadowcza                          | Olsztyn               |
| samodzielna szkolna kompania strzelecka                      | Olsztyn               |
| samodzielna kompania karabinów maszynowych przeciwlotniczych | Olsztyn               |
| 18 samodzielna kompania obrony przeciwchemicznej             | Olsztyn               |
| 28 samodzielna samochodowa kompania podwozu                  | Olsztyn               |
| 40 piekarnia polowa                                          | Olsztyn               |
| 30 samodzielny ambulans weterynaryjny                        | Olsztyn               |
| pluton dowodzenia artylerii dywizji                          | Olsztyn               |
| ruchome warsztaty taborowo -mundurowe                        | Olsztyn               |
| wojskowa stacja pocztowa nr 3251                             | Olsztyn               |
| kasa polskiego banku państwowego nr 2130                     | Olsztyn               |

Zmiany w strukturze organizacyjnej
2 września 1952 zaszły zmiany w podporządkowaniu poszczególnych oddziałów i pododdziałów:
Dowódcy 15 Dywizji Piechoty podporządkowano:
- 94 pułk piechoty z Morąga ze składu 22 Dywizji Piechoty
- 66 pułk piechoty z Olsztyna ze składu 21 Dywizji Piechoty
- 117 pułk artylerii lekkiej z Ostródy ze składu 21 Dywizji Piechoty
- 21 dywizjon artylerii przeciwpancernej z Giżycka ze składu 18 Dywizji Piechoty

Dowódca 15 Dywizji Piechoty przekazał:
- 50 pułk piechoty z  Lidzbarka Warmińskiego → dowódcy 21 Dywizji Piechoty
- 54 pułk piechoty  z Mrągowa → dowódcy 22 Dywizji Piechoty
- 55 pułk artylerii lekkiej z Morąga → dowódcy 21 Dywizji Piechoty